# Formicarius nigricapillus
Formicarius nigricapillus е вид птица от семейство Formicariidae.

## Разпространение
Видът е разпространен в Еквадор, Колумбия, Коста Рика и Панама.